# Bisencya sogai
Bisencya sogai är en skalbaggsart som beskrevs av Marc Lacroix 1993. Bisencya sogai ingår i släktet Bisencya och familjen Melolonthidae. Inga underarter finns listade.